# Content-Management-System
Ein Content-Management-System (kurz CMS, deutsch Inhaltsverwaltungssystem) ist eine Software oder ein Service zur gemeinschaftlichen Erstellung, Bearbeitung, Organisation, Darstellung und Auslieferung digitaler Inhalte (Content) zur Verwendung in Webseiten, Apps, Digital Signage und anderen Medienformen.
Neben den Autoren, die Inhalte damit verwalten und veröffentlichen und dem Publikum dieser Medien (oder Kunden dieser Unternehmen), wird ein solches System von weiteren Nutzergruppen genutzt. Entwickler passen die Funktionen des Systems für den Nutzungszweck an, und der Betrieb sorgt für die reibungslose und sichere Nutzbarkeit für alle Nutzergruppen. Bei größeren Systemen für Unternehmen können weitere Rollen zur Planung oder Einhaltung von hiermit verbundenen (Unternehmens-)Zielen hinzukommen.
Je nach Umfang und Ausrichtung der Systeme variieren die Funktionen für diese Nutzergruppen oder überlassen sie teilweise anderen Software-Systemen. Die Qualität eines Content-Management-Systems misst sich besonders in der reibungslosen und unabhängigen Nutzung durch diese sehr unterschiedlichen Nutzergruppen (Leser/Kunden, Autoren, Entwickler, Betrieb etc.) im ununterbrochenen Einsatz dieser Systeme. Je nach Zweck können Ausfälle oder geplante Betriebsunterbrechungen erhebliche Zielkonflikte darstellen. Daher liegt für viele (größere) Systeme und Anbieter ein Fokus auf Ausfallsicherheit und Skalierbarkeit.
Systeme dieser Art existieren in einer großen Bandbreite von einer Vielzahl von Entwicklern, Open-Source-Projekten und Technologieunternehmen jeder Größe. Ihr Umfang und ihre Architektur variieren stark und unterliegen seit spätestens den 1990er Jahren einem starken Wandel.
Viele CMS legen besonderen Wert auf eine medienneutrale Datenhaltung, die das Erstellen von Inhalten neben HTML auch für andere Medienformate unterstützt. Viele der Systeme verwenden für die interne Speicherung klassische relationale Datenbanken. Daneben gibt es Flat-File-Content-Management-Systeme, bei denen die Inhalte in Dateien gespeichert werden oder hochskalierbare Systeme, die Filehosting nutzen.
Per Januar 2023 weist WordPress einen Marktanteil von über 63 % unter den Web-CMSs in Deutschland auf. Zu den bekanntesten und meistverwendeten Web-CMS im gleichen Zeitraum zählten außerdem Joomla, TYPO3, Drupal, Wix.com, Shopify und Adobe.

## Begriff
Obwohl vom Web-Content-Management-System (kurz WCMS) gesprochen werden müsste, wird der weitere Begriff CMS im verbreiteten Sprachgebrauch für Systeme verwendet, die hauptsächlich dem Erstellen von Websites oder digitalen Diensten dienen. Dies ist bei weitem der überwiegende Einsatz.
Sehr viel weniger verbreitet sind Content-Management-Systeme, die nicht auf das Web, sondern Print oder Radio ausgerichtet oder im Allgemeinen als Unternehmensinterne Lösungen (Enterprise-Content-Management) eingesetzt werden.

## Funktionen
Content-Management-Systeme müssen beispielsweise Folgendes leisten:
- Möglichkeit, unterschiedliche Rollen und Verantwortlichkeiten an verschiedene Nutzer und Content-Kategorien/Typen zu vergeben.
- Identifizieren der möglichen Nutzer und ihrer Rollen
- Definition der Verarbeitungsprozesse als Workflow
- Möglichkeit, Nachrichten (z. B. per E-Mail) an Verantwortliche zu senden, sobald sich am Content bestimmter Unterlagen etwas ändert
- Nachhalten und Verwalten verschiedener Versionen einer Unterlage
- Semantisches Ordnen der Inhalte
- Veröffentlichen des Contents in einer Ablage (z. B. einer Datenbank).
- Export des Contents in eine andere Arbeitsumgebung oder Import aus einer solchen.
- Effizienter Umgang mit großen Contentmengen und verschiedenen Formaten
- Responsives Webdesign für eine optimale User Experience auf jedem Gerät
- Content Targeting: Informationen personalisieren
- Integriertes Webreporting: Optimierung des Angebots
- Mehrsprachigkeit: Verschiedene Sprachversionen in einer Umgebung pflegen[3]
- Suchmaschinenoptimierung: Hinzufügen von Meta-Daten für die Vorschau in Suchmaschinen-Ergebnisseiten (SERPs)

### Darstellung
Die Hauptaufgabe eines CMS ist die Verwaltung und zielgruppengerechte sowie barrierefreie Darstellung von Text- oder Multimediainhalten für Webbrowser auf unterschiedlichen Geräten. Technisch trennen Content-Management-Systeme die Darstellung mit Skins von den Datenquellen ab. Neben der Darstellung auf Personal Computern sind auch die kleineren Formate und unterschiedliche Bedienmöglichkeiten von Smartphones und anderen alternativen Geräten zu beachten. Content-Management-Systeme nutzen hierzu Skins in Responsive Webdesign oder bieten eine spezielle mobile Webseite an. Zusätzlich sollen Inhalte mit einer Druckversion gut druckbar sein.
Zusätzlich zum Hauptinhalt einer Seite werden weitere Inhalte mit eingebunden, so z. B.
- eine Möglichkeit zur Internationalisierung (z. B. Inhalte in verschiedenen Sprachen, unterschiedliche Währungen und Preise, rechtliche Informationen)
- Metainformationen wie Veröffentlichungsdatum, Autor, Inhaltsverzeichnis,
- Mehrfachverwendung von Inhalten durch Transklusionen und
- externe Datenquellen wie z. B. Kalender, Karten oder Nutzerdaten (z. B. Gravatar) über dritte Programmierschnittstellen (API) oder Webservices wie Web-Feeds.

Neben der Darstellung einzelner Inhalte bietet das CMS automatisch alternative Inhaltsaggregation an:
- Gruppierungen zu Kategorien,
- zeitliche Veränderung und neu erstellte Inhalte,
- maschinenlesbare Ausgabe von Inhalten für Web-Feeds (z. B. Atom, RSS), Mikroformate oder Programmierschnittstellen zur Integration in andere Dienste (z. B. als JSON),
- ähnliche, eventuell für den Leser interessante, Inhalte.

Durch das integrierte Content-Life-Cycle-Management können Inhalte automatisch zeitlich begrenzt veröffentlicht oder archiviert werden.
Integrierte Suchmaschinen ermöglichen darüber hinaus dem User, die Inhalte einer Webseite auch zu durchsuchen.
Diese Suchmaschinen sind entweder schon in der Software integriert oder werden als externe Dienste eingebunden.
OpenSearch erlaubt den Zugriff auf die Suchfunktion auch von außerhalb der Webseite. Nicht zu verwechseln sind diese Möglichkeiten mit denen sogenannter Metasuchmaschinen.

### Editieren
Das Erstellen und Bearbeiten von Inhalten erfolgt meist über ein Online-Textverarbeitungs-Modul (sog. Inline Editing bzw. In Place Editing) oder Dateien direkt auf dem Webhost; ältere Systeme bieten noch gesonderte Clientsoftware zur Bearbeitung an.

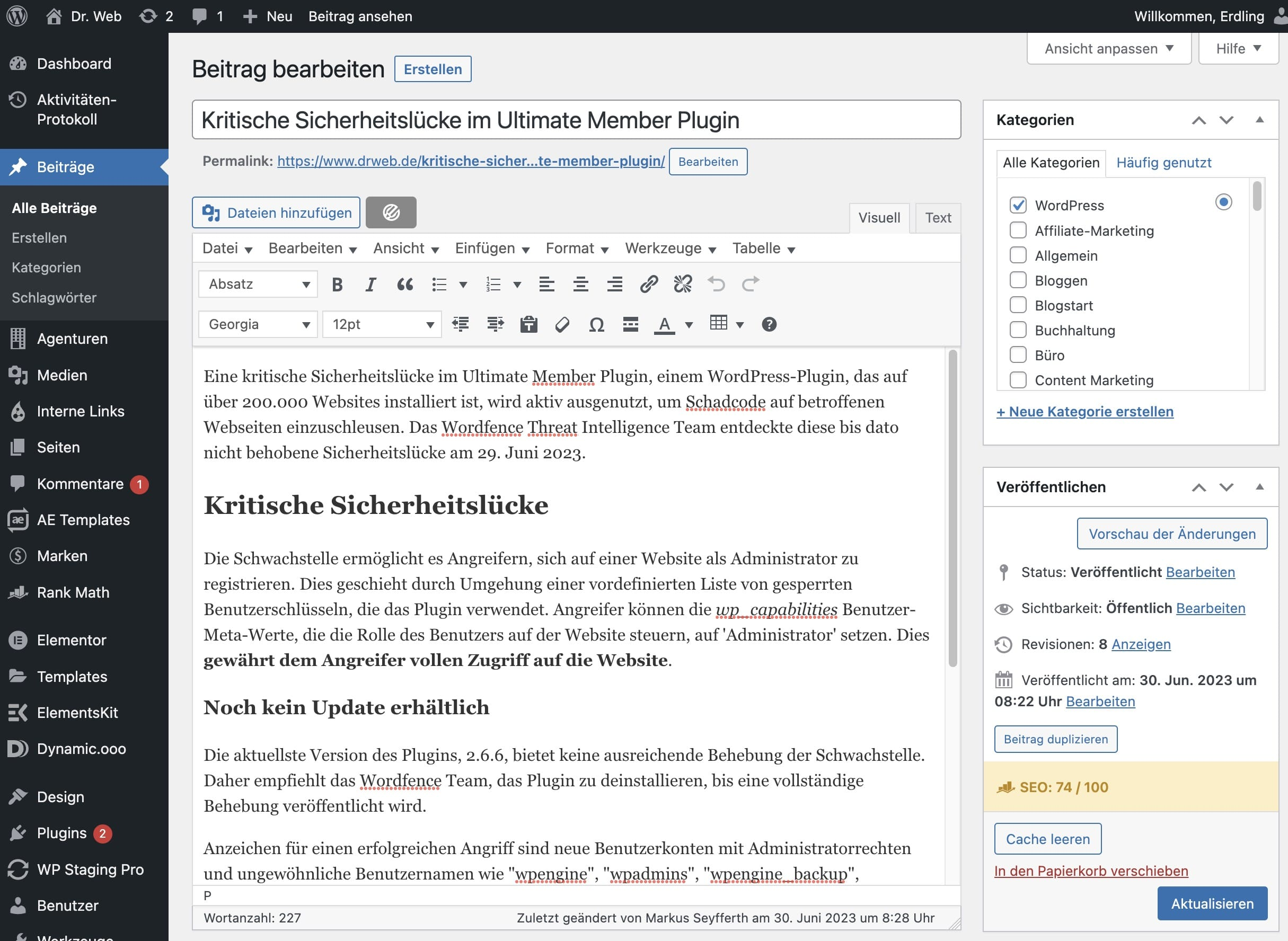
Backend von WordPress 6.2 im Jahr 2023

Bei der Online-Textverarbeitung wird entweder ein gesondertes Backend angeboten oder Berechtigte können direkt in der Darstellung bearbeiten. Die Texteingabe erfolgt, je nach Kenntnisstand des Bearbeiters beziehungsweise Umfang des Content-Management-Systems, entweder über einen WYSIWYG- oder einen Texteditor. Dabei können Inhalte in vereinfachter Auszeichnungssprache (zum Beispiel Markdown) oder reinem HTML hinterlegt werden. Um den Inhalt in seiner endgültigen Version zu sehen, wird meist eine Vorschaufunktion geboten.
Zusätzlich werden Assistenten zum dynamischen Einbinden von Hyperlinks, Computergrafiken und anderen Elementen angeboten.
Mit einer integrierten Versionsverwaltung wird der Erstellungsprozess gleichzeitig archiviert und protokolliert. Bestimmte Versionen können so im Fehlerfall wiederhergestellt werden.

### Berechtigung
Um unberechtigte Änderungen zu verhindern und um Änderungen nachvollziehen zu können, müssen sich Bearbeiter authentifizieren und werden anhand eines Berechtigungskonzepts Benutzerrollen zugewiesen. Benutzer werden meist hierarchisch unterschieden. So können etwa bestimmte Editoren Artikel anlegen. Diese müssen aber von Administratoren freigeschaltet werden. Ein vertikales Rollensystem erlaubt dann bestimmten Benutzergruppen nur in bestimmten Bereichen zu arbeiten (z. B. Abteilung). Diese Rollen- und Rechtestruktur kann einfache Freigaben nach dem Vier-Augen-Prinzip oder komplexe Workflows abbilden. An solchen Workflows können sich mehrere Personen mit verschiedenen Aufgaben beteiligen, z. B. Autoren, Editoren und Webmaster, die Inhalte erzeugen, genehmigen oder freischalten. Hier spricht man von Redaktionssystemen.

### Benutzerinteraktion
Vor allem Social-Media-Webseiten, wie z. B. Blogs, zeichnen sich durch die Möglichkeit der inhaltlichen Einbindung des Users aus. User können Einträge in Gästebüchern, Kommentare zu speziellen Inhalten hinterlassen oder externe Trackbacks setzen. Bei User-generated content vermischen sich Userinteraktion und Inhaltserstellung.
Neben der Benutzerfreundlichkeit müssen Funktionen zu Userinteraktion vor allem leistungsfähig gegen Suchmaschinen-Spamming sein. Das wird vor allem mit Captchas, nofollow und DNS-based Blackhole List erreicht.

### Technische Funktionen
In Zusammenarbeit mit dem Webserver können CMS teilweise auch Aufgaben der Übertragung und des URL-Aufbaus übernehmen. Vor allem Weiterleitungen, Clean URLs und Permalinks werden im CMS konfiguriert. Auch Fehlerseiten (404) können von einem CMS ausgeliefert werden.
Durch Mandantenfähigkeit können mehrere unabhängige Webseiten betrieben werden.
Um CMS möglichst individuell erweitern zu können, werden meist Plug-ins angeboten.
Werden weitere komplexere Funktionen abgebildet, spricht man von einer Webanwendung.

## Technik
Content-Management-Systeme sind größtenteils plattformunabhängig, da sie in Skriptsprachen oder in der plattformunabhängigen Programmiersprache Java geschrieben werden. Alle gängigen Skriptsprachen wie PHP, Ruby, Perl, Python oder JavaScript werden von den gängigsten Webservern (Apache, IIS, nginx) unterstützt. ASP.NET benötigt zusätzlich als Laufzeitumgebung das .Net-Framework oder mono. Die eigentlichen Inhalte werden oft in Datenbanken gespeichert, da diese schnellere Zugriffe erlauben und Datenbankindizes für Kategorien, Listen und Feeds zur Verfügung stellen. Kleinere CMS können Inhalte aber auch in Textdateien speichern. MySQL als Datenbank wird von praktisch allen CMS unterstützt, aber häufig finden auch PostgreSQL oder Microsoft SQL Server Verwendung. Content-Management-Systeme verknüpfen die gespeicherten Inhalte mit Formatvorlagen und übergeben diese an den ausliefernden Webserver. Softwarearchitektonisch kommt meist das Entwurfsmuster Model View Controller zur Anwendung. Aufgrund der engen Verbindung und Abhängigkeit zwischen diesen Softwareelementen werden diese meist gemeinsam installiert. Für Open-Source-CMS gibt es die Bundles LAMP und für Entwicklungsumgebungen XAMPP. Physisch laufen CMS auf Hosts, die aber von Hostern als Webhosting oder auch als Application Service angeboten werden. Vor allem Open-Source-CMS versuchen nicht alle möglichen oder gewünschten Funktionen nativ anzubieten, sondern durch serverseitige Hooks und clientseitige Standardbibliotheken (z. B. jQuery) die Integration von Plug-ins zu ermöglichen.

### Content-Management-Framework
Ein Content-Management-Framework (CMF) ist ein Framework zur Entwicklung von Content-Management-Systemen. Innerhalb des Frameworks (= Ordnungsrahmen) existieren Software-Bausteine wie zum Beispiel ein Zugriffsschutz, eine Datenbankschnittstelle, eine Template-Engine oder auch diverse Suchfunktionalitäten. Die meisten CMF sind mittels Skriptsprachen abgebildet und dienen hauptsächlich der Entwicklung netzbasierender Content-Management-Systeme.
Beispiele für Content-Management-Frameworks sind ProcessWire, SilverStripe, Apache Cocoon, BlueWonder, DbXwebApp, Drupal, eZ Publish, Midgard, MODX, Nuxeo EP, Orchard, TYPO3, Zikula und Zope.

### Website-Baukasten
Ein Website-Baukasten (auch Homepage-Baukasten, Internet-Baukasten, Web-Baukasten, Website-Builder, Site-Builder oder Page-Builder) ist eine Sonderform eines Web-Content-Management-Systems (WCMS). Mit Hilfe von Website-Baukästen kann relativ einfach eine Website erstellt werden. Verglichen mit klassischen WCMS oder Enterprise-Content-Management-Systemen haben Website-Baukästen einen eingeschränkten Funktionsumfang und werden meist durch Application Service Provider bereitgestellt. Anders als bei HTML-Editoren ist eine Installation auf Anwenderseite daher nicht nötig. Die Bedienung erfolgt über einen Webbrowser. Die mit Internet-Baukästen erstellten Internet-Präsenzen werden manchmal als statifizierte HTML-Seiten auf den Webserver des Anwenders exportiert, meistens jedoch auf dem Webserver des Anbieters gehostet. Im deutschsprachigen Raum existiert eine Vielzahl von Baukasten-Anbietern.
Bei Website-Baukästen sind Design und Inhalte weitgehend getrennt. Das geschieht unter anderem durch Templates (Design-Vorlagen). Dadurch ist ein Wechsel des Designs möglich, ohne dass die Seiten neu erstellt werden müssen. Eine Auswahl von Templates wird bei diesen Systemen immer bereitgestellt. Manche Systeme ermöglichen auch die Integration individueller Designvorlagen.
Der übliche Einsatzbereich dieser Baukasten-Systeme ist die schnelle und preiswerte Erstellung und Aktualisierung einfacher Internet-Präsenzen. Zielgruppe sind meist private Anwender, Vereine, Kleinunternehmen und Ortsverbände großer Organisationen. Durch den eingeschränkten Funktionsumfang ist die Bedienung der Internet-Baukästen auch für Anwender mit geringen Computer- und Internetkenntnissen möglich.
Mittlerweile etablieren sich zunehmend branchenspezifische Internetbaukastensysteme. Einige dieser Systeme bieten dem Anwender speziell auf seine Branche zugeschnittene Navigations-, Text- und Bildvorschläge sowie rechtlich vorgeschriebene Elemente (Impressum, Datenschutzerklärung). Solche Systeme erleichtern das Anpassen an die eigenen Bedürfnisse.
Online- und Offline-Baukastensysteme
Webbasierte (Online-)Website-Baukästen laufen auf den Servern des jeweiligen Anbieters. Der Nutzer muss sich dabei ein Benutzerkonto einrichten, um seine Website bearbeiten zu können. Der Anbieter stellt sowohl Webspace als auch eine (Sub-)Domain bereit. Das Editieren der Website findet im Webbrowser statt, die Installation einer zusätzlichen Software ist nicht erforderlich. Dabei setzen die Anbieter auf eine Echtzeitdarstellung der Inhalte (WYSIWYG).
Als Offline-Website-Baukasten bezeichnet man eine Software, die der Nutzer lokal auf seinem Rechner installiert. Der Anbieter stellt in aller Regel lediglich das Programm zur Bearbeitung der Website zur Verfügung, während sich der Nutzer selbst um die Komponenten Hosting und Domain kümmert. In vielen Fällen werden hier kostenlose Programme genutzt wie zum Beispiel Mobirise.

## Sicherheit
Die starke Verbreitung von CMS im Internet einerseits und die Vielzahl an Funktionen und die damit verbundene Komplexität führen dazu, dass laufend Sicherheitslücken aufgedeckt werden. Viele davon werden als Common Vulnerabilities and Exposures registriert: In den Jahren 2002–2015 wurden 143 Lücken in Drupal, 170 in Joomla!, 179 in TYPO3 und 205 in Wordpress eingetragen. Oft dienen diese als Einfallstor bei Hackerangriffen.
Im Jahr 2013 führte das BSI eine Sicherheitsstudie der Systeme Drupal, Joomla!, Plone, TYPO3 und WordPress durch. Als wichtig für einen sicheren Betrieb wird neben der Sicherheit der Software auch eine richtige Konfiguration und ein angemessenes Systemmanagement angesehen. Für vier unterschiedliche Nutzungsszenarien werden unterschiedliche Empfehlungen gegeben.

„… die betrachteten Open Source Projekte [haben] nachweislich einen Sicherheitsprozess implementiert. Die Software hat Produktcharakter mit einem veröffentlichten Releaseplan, einem transparenten Bugtracker etc.“

„Keines der betrachteten Systeme kann jedoch ‚as is‘, unbeobachtet oder durch den unbedarften Anwender betrieben werden.“

„Szenario 1: „Private Event Site“ […] Für dieses Szenario lautet die Empfehlung, keine eigene Website aufzubauen, sondern einen Dienst aus dem inzwischen breiten Spektrum professioneller Dienstleister in Anspruch zu nehmen.“

## Klassifizierung

Aufbauschema eines aufwendigen CMS

### Dynamik und Statik
CM-Systeme unterscheiden sich in der Art der Auslieferung der erstellten Seiten an den Nutzer:

#### Volldynamische Systeme
Volldynamische Systeme erzeugen angeforderte Dokumente bei jedem Aufruf dynamisch neu, das heißt, Vorlagen und Inhalte werden erst bei Abruf interpretiert bzw. zusammengeführt und ausgegeben.
Vorteil: Die Seite ist immer „aktuell“; eine Personalisierung für den Surfer ist in der Regel sehr einfach oder sogar bereits vorhanden.
Nachteil: Die Neuberechnung bei jeder Seitenauslieferung kann unter hoher Last (zum Beispiel hoher Besucherandrang) zu einer verzögerten Auslieferung der Seiten oder bei mangelhafter Ausstattung/Konfiguration an Rechenkapazität im Verhältnis zur Anzahl gleichzeitig bedienter Nutzer zur Serverüberlastung und im Extremfall zum Systemstillstand führen. Eine Maßnahme zur Verringerung der Last ist Caching.

#### Statische Systeme
Statische Website-Generatoren bilden den historischen Ursprung der CMS. Sie erzeugen die einzelnen Webseiten aus den Vorlagen und Inhalten als einfache html-Datei, die sie im Dateisystem oder einer Datenbank ablegen – also als Dokumente, die keinerlei Interpretation seitens einer Servertechnologie wie ASP, JSP oder PHP mehr benötigen und daher direkt durch den Webserver ausgegeben werden können.
Die Vorteile liegen in der hohen Ausgabegeschwindigkeit, der Sicherheit gegen Angriffe und den geringen Anforderungen an den Server (selbst einfache Webhosting-Produkte können ausreichen). Nachteil kann sein, dass bei Weiterentwicklung der Ansprüche später doch ein dynamisches System notwendig wird, mit dem entsprechenden Aufwand für die Portierung.

#### Hybride Systeme
Hybride Systeme kombinieren die Vorteile der statischen und der volldynamischen Seitenerzeugung. Lediglich die Inhalte, die dynamisch aus einer Datenbank generiert werden müssen (z. B. News, Suchabfragen, personalisierte Inhalte oder Shopdaten), werden zur Laufzeit aus der Datenbank ausgelesen. Alle anderen Inhalte, die nicht laufend Änderungen unterzogen werden (wie etwa das Seitengerüst, die Navigation, aber auch bestimmte Texte und Bilder), liegen statisch vor.

#### Halbstatische Systeme
Halbstatische Systeme generieren den Inhalt so, dass dieser sowohl statisch als auch dynamisch ist: Alle Daten werden in statisch generierten Dateien gespeichert, die dann bei Abruf sofort ausgegeben werden. Die dynamischen Inhalte werden dann generiert, wenn ein Code in der Programmsprache in die Datei eingebunden wird oder einzelne Datensätze geändert beziehungsweise neu angelegt werden.